# 御都合主義
御都合主義（ごつごうしゅぎ）とは
1. 言動や主張に一貫性がなく、その時々の都合や成り行きで態度を変えること。オポチュニズム（英語:opportunism）ともいう。類義語に日和見主義がある。
2. 上記から転じて、ストーリーの進行に都合のよいように作られた強引もしくは安直な設定・展開のこと（デウス・エクス・マキナもあわせて参照）。

本項では後者について扱う。

## 概要
「御都合主義」という表現は、物語の展開に関して用いる場合は、それまでの設定や伏線を無視し、強引な後付設定やでき過ぎた偶然などを用いることで、製作者側に都合よくストーリーを進行させる技法を指す。特に十分な伏線、因果関係、合理的説明が準備できていないと、物語の盛り上がりを損ない、場をしらけさせ、それまでの流れを台無しにする、として、これを批判する言葉として用いられることが多い。
ただし因果関係や合理的説明にこだわると話が面白くなくなると言う意見もあり、芥川龍之介は『侏儒の言葉』においてこれに近い趣旨のことを記述している。
一般的には御都合主義は否定される立場にあるが、官能小説やアクション映画など御都合主義が許容（あるいは黙認）されるジャンルもある。